# اتحاد المحمدية
نادي اتحاد المحمدية الرياضي هو نادٍ رياضي مغربي من المحمدية يمارس بدوري الدرجة الثانية المغربي. رغم كون النادي تأسس سنة 1947، إلا أنه يُعتبر النادي الثاني في المدينة من حيث الألقاب والإنجازات والقاعدة الجماهيرية بعد نادي شباب المحمدية الذي تأسس بعده بسنة. اختار النادي الأصفر والأخضر ألوانا رسمية لأقمصته كما أنه يقتسم نفس الملعب مع جاره وغريمه التقليدي شباب المحمدية. أنجح موسم للنادي كان سنة 1980 عندما كان يمارس في الدوري المغربي الممتاز حينها حيث أحرز على المركز الثالت، حيث أنه كان متصدرا إلى غاية الدورات الأخيرة قبل أن يتراجع حيث حسم غريمه التقليدي شباب المحمدية اللقب لصالحه.

## ملعب النادي
الملعب الحالي للنادي هو ملعب البشير بوسط مدينة المحمدية، وتبلغ طاقته الاستيعابية 12.000 متفرج. وحمل الملعب اسم البشير نسبة إلى أحد لاعبي شباب المحمدية خلال فترة الخمسينات والستينات. وتبلغ مساحة الملعب الرسمي مع المدرجات 11 هكتارا ومساحة الملعب الملحق هي ثلاثة هكتارات وهناك مساحة أخرى تقرر إنجاز قاعة مغطاة دولية فوقها. ويعود بناء ملعب البشير إلى الأمير مولاي عبد الله شقيق الملك الحسن الثاني، والذي اعتاد زيارة مدينة المحمدية، وكان الملعب حينها صغيرا، وكانت مدرجاته من خشب وطاقته الاستيعابية تتراوح من 600 إلى 700 متفرج، وبعد حادث سقوط جانب من المدرجات، تم سنة 1961 بناء مدرجات إسمنتية وفي سنة 1964 تم زرع العشب فوق أرضية الملعب.
تسائل المهتمون بالشأن الرياضي محليا بمدينة المحمدية عن سبب بطء سير مشروع تحويل ملعب البشير إلى مركب رياضي، الذي تقرر منذ سنوات، مشيرين أن المشروع ظل حبيس الورق والتصريحات، فبعدما تعهد مجلس بلدية المحمدية بتخصيص غلاف مالي قدره مليونا يورو لتحويل ملعب البشير إلى مركب رياضي، عبر مراحل تنتهي نهاية سنة 2006، وتضمن مشروع تحويل ملعب البشير إلى مركب رياضي، بناء قاعة مغطاة بها 3000 مقعد وإعادة زرع العشب وتجديد نظام سقيه وصيانة المستودعات والمنصة الشرفية ومنصة الصحفيين وتوسيع طاقته الاستيعابية وإصلاح ملاعب التداريب التابعة له وتغيير نظام الإنارة بالملعب الرئيسي وتزويده بسبورة إلكترونية وتهيئة المضمار وإصلاح موقف السيارات، وزيادة السعة بإصلاح المدرجات المقابلة للمنصة الشرفية، وإمكانية جعل المدخل الرسمي من خلفها.

## وصلات خارجية
- (بالفرنسية) الموقع الرسمي للقناة الرياضية المغربية
- (بالعربية والفرنسية) موقع منتخب.نت لكرة القدم
- (بالعربية) موقع جريدة المنتخب المغربية المتخصصة في أخبار الرياضة المغربية
- (بالعربية) موقع البطولة كوم المختص بأخبار الدوري المغربي.
- (بالعربية) لموقع دوزيم لايف لكرة القدم
- (بالعربية) موقع رياضة المغربي لكرة القدم
- (بالعربية) موقع 	مقهى الجماهير	المغربي لكرة القدم